# Сейрантепе (станція метро)
41°06′04″ пн. ш. 28°59′45″ сх. д. / 41.101159652799° пн. ш. 28.995702990986° сх. д.
Сейрантепе (тур. Seyrantepe) — станція лінії М2 Стамбульського метрополітену. Відкрита 11 листопада 2010
Розташована на західному кінці відгалуження завдовжки 1,4 км від станції Санаї обабіч автостради Отойол 2, по лінії курсують човникові потяги. 
Конструкція — колонна трипрогінна станція мілкого закладення з однією острівною платформою.
Пересадка
- F3 Фунікулер Вадістамбул — Сейрантепе
- Автобуси: 27SE, 41SM, 41ST, 62H, 65A
- Маршрутки: Сейрантепе — Топкапи

## Пам'ятки поруч
- Тюрк-Телеком-Арена,  домашній стадіон ФК Галатасарай.

| Попередня станція | Лінія | Лінія                           | Лінія | Наступна станція |
| ----------------- | ----- | ------------------------------- | ----- | ---------------- |
| Кінцева           |       | M2 (Стамбульський метрополітен) |       | Санаї            |